# Беггинген
Беггинген (нем. Beggingen) — коммуна в Швейцарии, в кантоне Шаффхаузен. 
Население составляет 511 человек (на 31 декабря 2006 года). Официальный код — 2951.